# Amannus atriplicis
Amannus atriplicis là một loài bọ cánh cứng trong họ Cerambycidae.